# Cyrtopodion montiumsalsorum
Cyrtopodion montiumsalsorum är en ödleart som beskrevs av  Annandale 1913. Cyrtopodion montiumsalsorum ingår i släktet Cyrtopodion och familjen geckoödlor. Inga underarter finns listade i Catalogue of Life.